# Bridgescout
Der Bridgescout ist ein Gerät das zur Erkennung der Brückendurchfahrtshöhe in der Binnenschifffahrt entwickelt wurde. Es basiert auf Lasermessung in Verbindung mit dem GPS.
In der Binnenschifffahrt passieren jedes Jahr Unfälle durch Kollisionen zwischen Schiff und Brücke. Der höchste feste Punkt auf einem Binnenschiff ist das Steuerhaus. Bei den meisten Schiffe ist es in der Höhe verstellbar, so dass eine Unterquerung von niedrigen Brücken  möglich ist. Durch technische Mängel oder menschliches Versagen kommt es immer wieder zu Unfällen wenn das Steuerhaus nicht rechtzeitig abgesenkt wurde. Dabei kommt es zu großen Sachschäden und auch zu Unfällen mit Personenschäden, die manchmal tödlich enden.

## Aufbau und Wirkungsweise
Der Bridgescout besteht aus vier Komponenten, dem Sensor mit Infrarotlaser der mit freier Sicht nach vorn auf dem Steuerhaus montiert wird, einem Bildschirm, einer GPS-Antenne die im Abstand von fünf Meter vor dem Sensor installiert wird und einer PC-Box als GPS-Computer. In dem Computer sind Streckenkarten mit allen Objektdaten gespeichert. Der Bridgescout wird aktiviert sobald das Schiff sich auf 500 Meter einem gespeicherten Objekt  (Brücke) nähert. Ab einer Entfernung von 300 Metern wird ein Alarm ausgelöst und auf dem Bildschirm werden die Entfernung, die Geschwindigkeit und die Zeit bis zum Objekt angegeben. Stimmt die gemessene Höhe mit der eingegebenen Höhe überein wird kein Alarm ausgelöst. Sollte der Bridgescoutsensor durch längere Zeit durch einen Gegenstand verdeckt sein so erscheint eine Warnung auf dem Bildschirm, stimmt die Steuerhaushöhe nicht mit der Brückenhöhe überein werden visuelle und akustische Alarme ausgelöst die den Schiffsführer dazu auffordern das Steuerhaus weiter abzusenken.